# سهمان (فطر)
السمهان (الاسم العلمي: Uromyces)، جنس فطور من رتبة الشقرانيات وفصيلة الشقرانية.